# Parabomis
Genre
Parabomis est un genre d'araignées aranéomorphes de la famille des Thomisidae.

## Distribution
Les espèces de ce genre se rencontrent en Afrique subsaharienne.

## Liste des espèces
Selon World Spider Catalog (version 21.5, 09/01/2021) :
- Parabomis elsae Dippenaar-Schoeman & Foord, 2020
- Parabomis levanderi Kulczyński, 1901
- Parabomis martini Lessert, 1919
- Parabomis megae Dippenaar-Schoeman & Foord, 2020
- Parabomis pilosa Dippenaar-Schoeman & Foord, 2020
- Parabomis wandae Dippenaar-Schoeman & Foord, 2020

## Publication originale
- Kulczyński, 1901 : « Arachnoidea in Colonia Erythraea a Dre K. M. Levander collecta. » Pamiętnik Akademii Umiejętności w Krakowie. Wydział Matematyczno-Przyrodniczy, Bulletin international de l'Académie des Sciences de Cracovie, Classe des Sciences Mathématiques et Naturelles, vol. 41, p. 1-64.